# 尼西亞斯 (國王)
尼西亞斯（希臘語: Νικίας），是印度-希臘國王，統治帕洛帕米薩達一帶。他稀少的錢幣中多數在今日的巴基斯坦北部發現，可推論他的政權在喀布爾河谷算是弱小。尼西亞斯很可能是米南德一世的親屬。

## 統治時間
關於他的統治時間有歧異，錢幣學者Osmund Bopearachchi認為在前90年－前85年，主要是從尼西亞斯缺少雅典制的錢幣推論。而學者R.C. Senior從錢幣貯藏地發掘來推測尼西亞斯的統治年代在前135年 - 前125年。無論哪一個說法是對的，從尼西亞斯錢幣上的肖像得知他統治時已經上了年紀。

## 尼西亞斯的錢幣

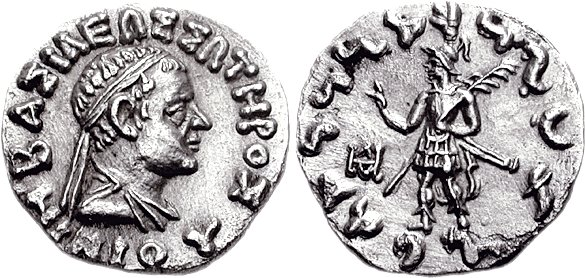
正面：尼西阿斯的半身像，希臘文寫著"ΒΑΣΙΛΕΩΣ ΣΩΤΗΡΟΣ ΝΙΚΙΟΥ"，意為救世主尼西亞斯。　背面：身穿盔甲的國王，左手拿著勝利之棕櫚，右手做出類似佛教的 vitarka mudra（思考手印）的祝福手勢。佉盧文寫著MAHARAJA TRATARASA NIKIASA，意為救世王尼西亞斯。可能暗示著在尼西亞斯統治的地區，存在與佛教相關的影響。

尼西亞斯的錢幣是印度本位，正面是他的肖像，反面有三種：
- 一個步行國王，面部朝右。.
- 正面的雅典娜女神，根米南德一世錢幣上雅典娜的相似。錢幣上還描繪閃電。
- 騎上馬背上的國王像，安提瑪科斯二世的錢幣曾經使用過相似的圖案。

另外，雖然尼西亞斯統治印度-希臘人在西部的疆域，但沒有雅典制的錢幣被發現。他錢幣上的畫押與特奧菲盧斯和菲洛克塞努斯（Philoxenus）相同。

## 外部連結
- Ancient coinage of the Greco-Bactrian and Indo-Greek kingdoms （页面存档备份，存于）

| 可能的前任： 米南德一世 | 印度-希臘國王 （帕洛帕米薩達） （約前130年 - 前115年間） | 可能的繼任： 菲洛克塞努斯 |